# Beatificação de João Paulo II

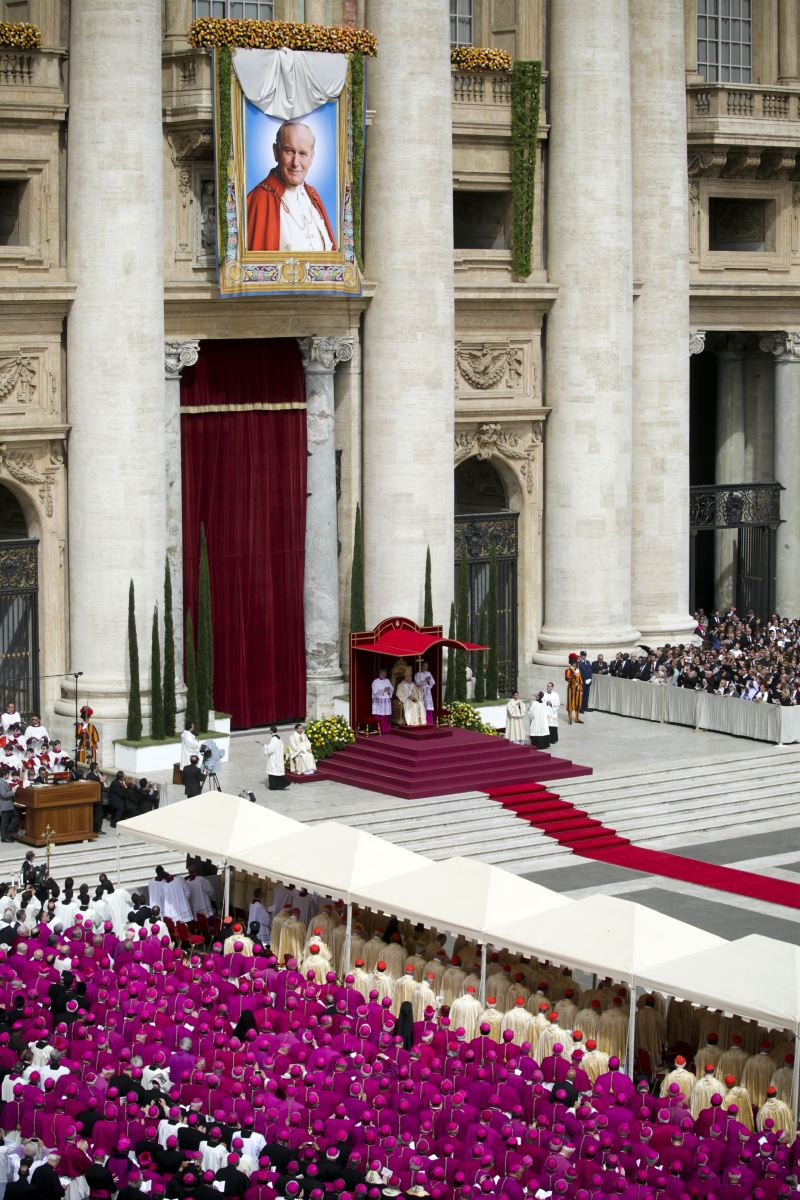
1,5 milhão de pessoas na Praça de São Pedro na cerimônia de beatificação de João Paulo II em 1 de maio de 2011 na Cidade do Vaticano.

Inspirado por chamadas de "Santo Subito!" ("Santo Imediatamente!") das multidões se reuniram durante o funeral, o Papa Bento XVI iniciou o processo de beatificação de seu antecessor, ignorando a restrição normal que cinco anos devem se passar após a morte de uma pessoa antes do processo de beatificação poder começar.
Em uma audiência com o Papa Bento XVI, Camillo Ruini, Vigário Geral da Diocese de Roma e o responsável pela promoção da causa de canonização de qualquer pessoa que morre dentro daquela diocese, citou "circunstâncias excepcionais" e sugeriu que o período de espera poderia ser dispensado. Esta decisão foi anunciada em 13 de Maio de 2005, a Festa de Nossa Senhora de Fátima e o 24 º aniversário do atentado a João Paulo II na Praça de São Pedro.
Em 28 de maio de 2006, Bento XVI rezou uma missa  na Polônia, para um público estimado em 900 000 pessoas. Durante a homilia, encorajou orações para a canonização precoce de João Paulo II e declarou que esperava que a canonização fosse acontecer "em um futuro próximo." Em fevereiro de 2007, relíquias do Papa João Paulo II — pedaços da batina que ele costumava vestir — estavam sendo distribuídas gratuitamente com cartões de oração para a causa da beatificação.

## Processo de beatificação

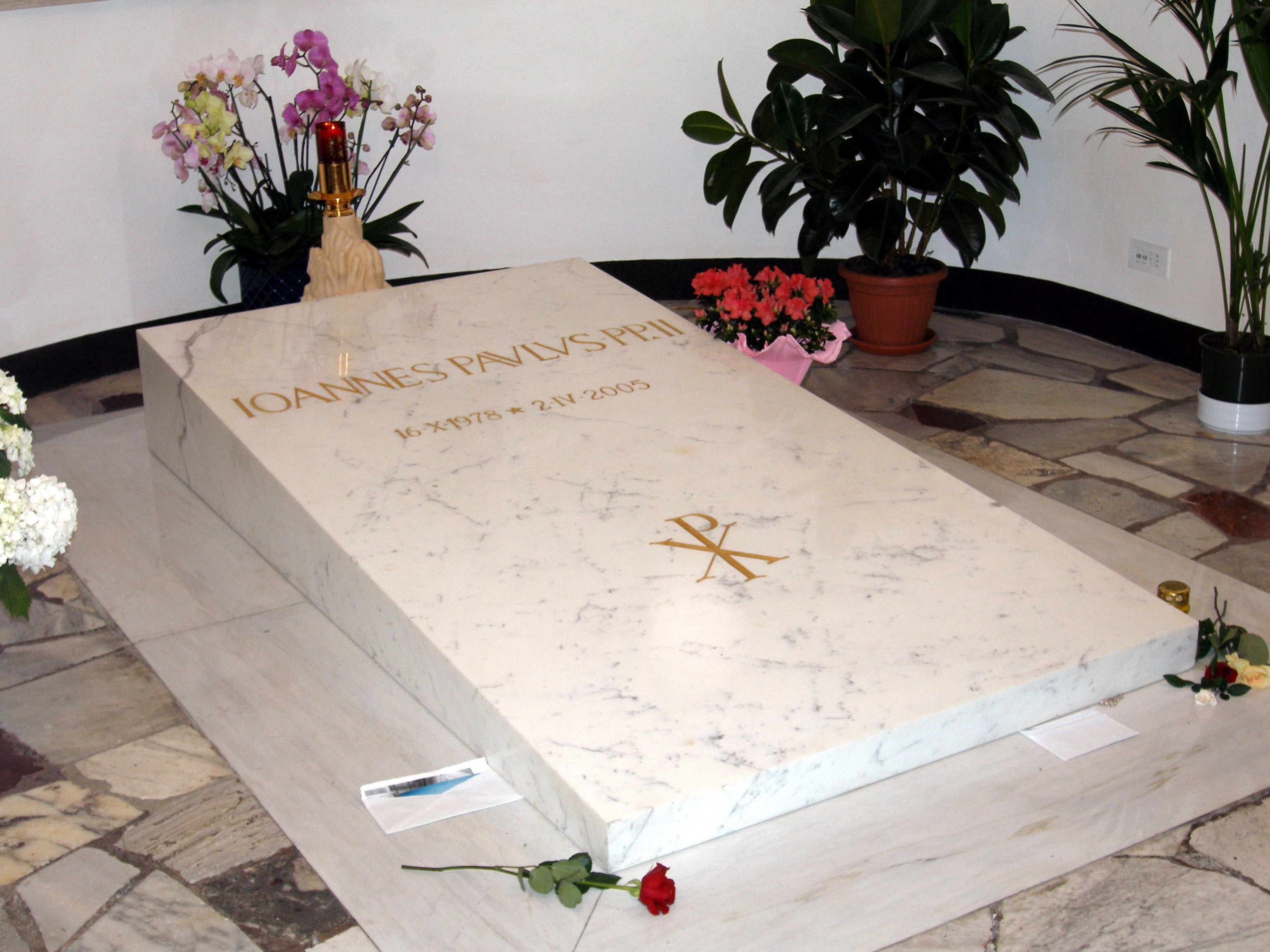
O antigo túmulo de João Paulo II nas Grutas Vaticanas

O seu processo de beatificação foi aberto em 28 de Junho do mesmo ano. No dia 19 de dezembro de 2009 o Papa Bento XVI proclamou-o "Venerável", ao promulgar o decreto que reconhece as virtudes heróicas do Servo de Deus João Paulo II, um importante passo dentro do processo de beatificação que fica aguardando a existência de um milagre realizado pela intercessão do papa polaco.
Foi relatado que a Irmã Marie Simon-Pierre vivenciou uma "cura completa e duradoura depois que membros de sua comunidade rezaram pela intercessão do Papa João Paulo II". Em maio de 2008, Irmã Marie-Simon-Pierre, então com 46 anos, voltou a trabalhar novamente em um hospital maternidade que é regido pela ordem religiosa à qual ela pertence.
"Eu estava doente e agora estou curada," ela disse ao reporter Gerry Shaw. "Estou curada, mas cabe à Igreja dizer se foi um milagre ou não."
Em janeiro de 2007, Cardeal Stanisław Dziwisz de Kraków, seu ex-secretário, anunciou que a fase chave do processo de beatificação, na Itália e Polônia, estava em fase de conclusão.
Em 8 de março de 2007, o Vicariato de Roma anunciou que a fase diocesana da causa de João Paulo II para a beatificação estava no fim. Após uma cerimônia em 2 de abril de 2007 – o segundo aniversário da morte do pontífice – a causa procedeu ao exame da comissão de leigos, membros do clero, e episcopal do Vaticano, da Congregação para as Causas dos Santos, que então iriá conduzir uma investigação própria.
No quarto aniversário da morte do Papa João Paulo, 2 de abril de 2009, o Cardeal Dziwisz disse aos repórteres que um suposto milagre havia ocorrido recentemente no túmulo do antigo Papa na Basílica de São Pedro. Um garoto polonês de nove anos de idade de Gdańsk, que sofria de câncer de rim e era completamente incapaz de andar, tinha ido visitar o túmulo de seus pais. Ao sair da Basílica de São Pedro, o menino disse-lhes: "Eu quero andar", e começou a andar normalmente.
Em 16 de novembro de 2009, um júri de revisores da Congregação para as Causas dos Santos votou em unanimidade que o Papa João Paulo II havia vivido uma vida de virtude.
Em 19 de dezembro de 2009, Bento XVI assinou o primeiro de dois decretos necessários à beatificação e proclamou João Paulo II "Venerável", no reconhecimento de que viveu heroicamente uma vida virtuosa. A segunda votação e o segundo decreto assinado reconhece a autenticidade de seu primeiro milagre (o caso da Irmã Marie Simon-Pierre, a freira francesa que foi curada da doença de Parkinson). Uma vez que o segundo decreto é assinado, o positio (o relatório sobre a causa, com a documentação sobre sua vida e seus escritos e com informações sobre a causa) é considerado como sendo completo. Ele pode então ser beatificado.
No dia 14 de Janeiro de 2011 o Papa Bento XVI aprovou o decreto sobre um milagre atribuído ao Papa Wojtyla, permitindo a sua beatificação que aconteceu em Roma no dia 1 de maio de 2011,, o Domingo da Divina Misericórdia. Desde de Junho de 2005 até Abril de 2007 foi realizado inquérito diocesano principal romano em diversas dioceses sobre a vida, as virtudes e a fama de santidade e de milagres. Em vista da beatificação, a postulação da causa apresentou ao exame da Congregação para as Causas dos Santos a cura do Mal de Parkinson da Irmã Marie Simon-Pierre Normand, religiosa do Insitut des Petites Soers des Maternités Catholiques, foi relatado que ela vivenciou uma "cura completa e duradoura depois que membros de sua comunidade rezaram pela intercessão do Papa João Paulo II". Os peritos se manifestaram a favor da inexplicabilidade científica da cura e a Congregação para as Causas dos Santos emitiu uma sentença considerando milagrosa a cura da religiosa francesa, a seguir à intercessão de João Paulo II. A beatificação de João Paulo II, presidida pelo seu sucessor, é um fato sem precedentes: nenhum papa elevou às honras dos altares o seu imediato predecessor. 1 de maio é comemorado em ex-países comunistas, como a Polónia, e alguns países da Europa Ocidental países como o Dia de Maio, e o Papa João Paulo II é mais bem conhecido, entre muitas outras coisas, por suas contribuições cruciais para o desaparecimento relativamente pacífico do comunismo no Leste Europeu e na Europa Central, como atestado pelo ex-presidente soviético Gorbachev após a morte do pontífice.

## Cerimônia

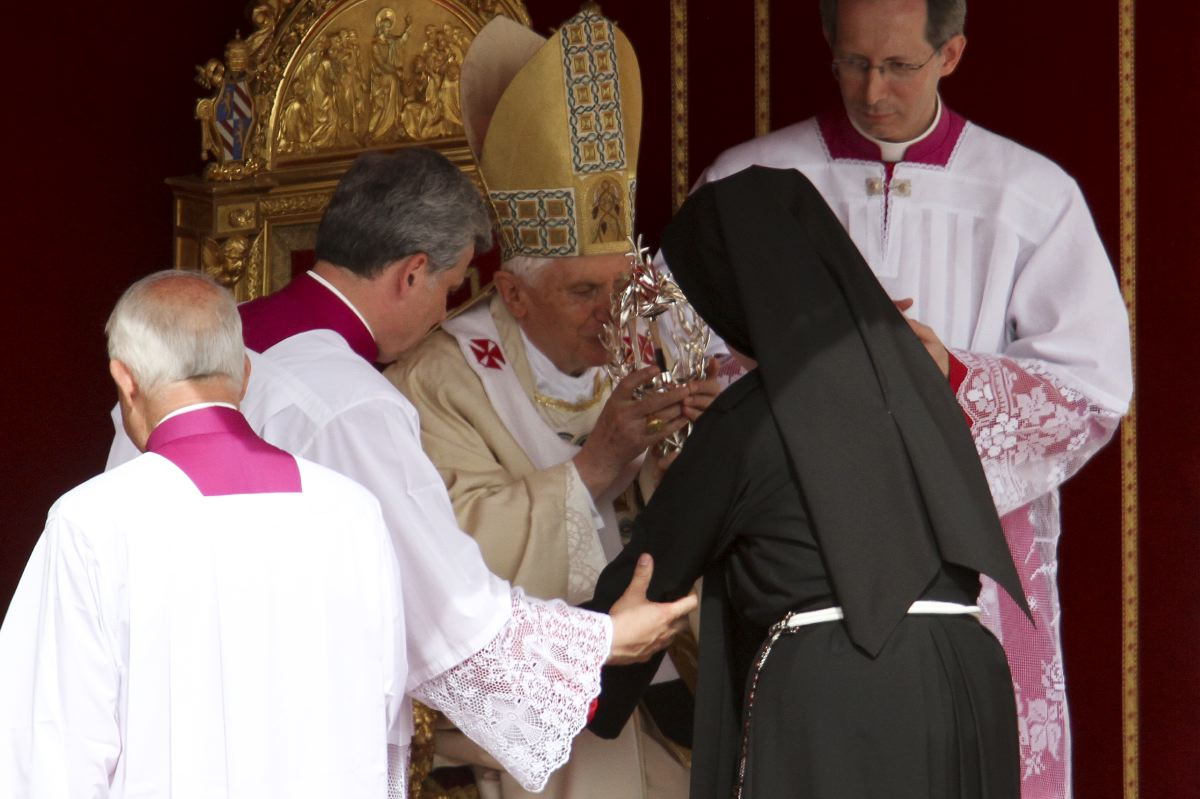
O Papa Bento XVI recebe uma relíquia sanguínea do Papa Wojtyła

Em 29 de abril de 2011, o caixão do Papa João Paulo II foi exumado da gruta debaixo da Basílica de São Pedro com dezenas de milhares de pessoas que começaram a chegar em Roma para um dos maiores eventos desde seu funeral em 2005.
No mesmo dia "Non abbiate paura" ("Não tenha medo"), a canção dedicada a João Paulo II, com imagens originais e as palavras do Papa, foi lançada. A canção, composta por Giorgio Mantovan e escrita por Francesco Fiumanò, foi executada pelo cantor italiano Matteo Setti e a peça musical para a qual o Centro Televisivo Vaticano deu permissão de usar a voz e as imagens de Karol Wojtyla. O trecho "Non abbiate paura", foi retirado de parte de um discurso de 22 de outubro de 1978 e obtidas pela Livraria Editora Vaticana, no discurso João Paulo II diz: "Não tenha medo, lhes peço, lhes imploro com humildade e com confiança em Cristo de falar ao homem... Ele tem a palavra da vida... Sim, de vida eterna".
Seis anos após seu falecimento, no dia 1° de maio de 2011 às 10h37 (horário de Roma), sua beatificação foi proclamada pelo Papa Bento XVI. Ele, acolhendo o pedido do vigário de Roma, Agostino Vallini, leu a fórmula latina que incluiu o papa polaco entre os beatos. Seu processo de beatificação foi o mais rápido dos últimos 700 anos (sendo o processo de canonização mais rápido até hoje o de São Pedro de Verona, que foi canonizado apenas 11 meses e 3 dias após sua morte).  A celebração de seu dia foi o dia 22 de outubro, aniversário de sua eleição ao pontificado.
A cerimônia foi acompanhada na Praça de São Pedro por mais de um milhão de pessoas, vindas de todos os continentes, com aplausos e cantos religiosos. Bento XVI celebrou a cerimónia - com paramentos que pertenceram a seu antecessor - acompanhado por cardeais presentes em Roma, como Stanisław Dziwisz e por Mieczysław Mokrzycki, ex-primeiro e segundo secretário particular de João Paulo II.
Bento XVI recebeu uma relíquia contendo o sangue de João Paulo, que lhe foi entregue por Marie Simon Pierre Normand. O milagre com que foi tocada a religiosa foi um dos fatores decisivos para a beatificação de João Paulo II. Bento XVI também declarou que o processo de beatificação foi acelerado devido à grande veneração popular por Wojtyła.
A Casa da Moeda da Polônia emitiu moedas de ouro de 1000 zlotys com a imagem do Papa para comemorar sua beatificação. A coleção também inclui moedas de ouro no valor de 100 zlotys, 25 zlotys e 20 zlotys, todas com a imagem do papa.
Desde o dia 2 de maio de 2011, seu corpo repousa na Capela de São Sebastião, na Basílica de São Pedro.